# 고요정
고요정(일본어: 高陽町)은 일본 히로시마현 아사군에 존재했던 정이다.
1972년 3월 20일에 인접한 아사군 사토정, 야스후루이치정 및 아키군 세노가와정과 함께 히로시마시에 편입되어 소멸하였다. 동시에 아사군도 1898년 10월 1일 성립(다카미야군-누마타군 통합에 따른) 이후 약 75년의 역사에 마침표를 찍었다